# Begonia urticae
Begonia urticae là một loài thực vật có hoa trong họ Thu hải đường. Loài này được L.f. mô tả khoa học đầu tiên năm 1782.